# اریسلندی لارا
اریسلندی لارا (اسپانیایی: Erislandy Lara‎؛ زادهٔ ۱۱ آوریل ۱۹۸۳) بوکسور اهل کوبا است.